# Mario's Tennis
Mario's Tennis (マリオズテニス, Mariozu Tenisu?) es un videojuego para la videoconsola de Nintendo Virtual Boy. También conocido por su título en desarrollo, Mario's Dream Tennis, vino incluido con el lanzamiento de la consola en Norteamérica. El juego incluye seis personajes de la serie de Mario. A pesar de que se anunció una función para dos jugadores, no se implementó porque el cable que unía las dos consolas nunca se lanzó. Debido a las pésimas ventas de la Virtual Boy en Norteamérica, Mario's Tennis no fue tan popular como otros títulos de la saga Mario Tennis, aun así, fue el pionero de ésta saga.

## Reglas
Mario's Tennis soporta partidas individuales (Jugador VS. CPU) o dobles (Jugador y CPU VS. CPU y CPU. También se puede jugar una partida regular (1 partida) y un torneo (3 partidas), con un modo de dificultad, fácil, medio o difícil.

## Personajes
El jugador puede elegir entre seis personajes que incluyen a Mario, Luigi, Princesa Peach, Yoshi, Toad y Donkey Kong Jr.

## Legado
Mario's Tennis no solo dio inicio a la serie de videojuegos "Mario Tennis", sino que también se la considera el inicio de las series "Mario Sports" (videojuegos de Mario relacionados con deportes). Algunas de las secuelas de este juego son: Mario Tennis para Nintendo 64 y Game Boy Color en el 2000, Mario Power Tennis para Nintendo Gamecube en el 2004, Mario Tennis: Power Tour para Game Boy Advance en el 2005, y Mario Tennis Open para Nintendo 3DS en el 2012.